# Wall (Unix)
wall (zkrátka zápisu write to all) je unixový nástroj příkazové řádky, který zobrazuje obsah souboru nebo standardního vstupu všem přihlášeným uživatelům. To obvykle využívá root k zaslání zprávy o vypnutí všem uživatelům těsně před vypnutím počítače.

## Příklady
wall přečte ve standardním nastavení (je vynecháno název souboru) zprávu ze standardního vstupu. Může být spojen s příkazem echo:
```
alice@sleipnir:~$ # 
`
tty
`
 
to
 
show
 
the
 
current
 
terminal
 
name

alice@sleipnir:~$ 
tty

/dev/pts/7

alice@sleipnir:~$ 
echo
 
Remember
 
to
 
brush
 
your
 
teeth!
 
|
 
wall

```

Zprávu lze zadat podobným postupem pomocí unixového příkazu cat; vyvoláním příkazu wall stisknutím klávesy Enter poté následuje zpráva která se ukončí Ctrl + D:
```
alice@sleipnir:~$ 
wall

Remember to brush your teeth!

^D

```

Použití řetězce:
```
alice@sleipnir:~$ 
wall
 
<<<
 
'Remember to brush your teeth!'

```

Příkaz podporuje také čtení ze souboru:
```
alice@sleipnir:~$ 
cat
 
.important_announcement

Remember to brush your teeth!

alice@sleipnir:~$ 
wall
 
.important_announcement
 
# same as `wall !$`

```

Všechny uvedené příklady by měly zobrazit následující výstup na terminály:
```
Broadcast Message from alice@sleipnir
  (/dev/pts/7) at 16:15 …

Remember to brush your teeth!

```